# Александровка (Красночикойский район)
Александровка — село в Красночикойском районе Забайкальского края России. Входит в состав сельского поселения «Архангельское».

## География
Село находится в юго-западной части Забайкальского края, на левом берегу протоки Кононуха реки Чикой, на расстоянии примерно 12 километров к юго-востоку от села Красный Чикой, административного центра района. Абсолютная высота — 759 метров над уровнем моря.
Климат умеренный, резко континентальный. Средняя температура в июле +14 — +16 °С (абсолютный максимум — +36 °С). Средние температуры января −22 — −26 °С (абсолютный минимум — −53 °С). Годовое количество осадков — 350—500 мм.

### Часовой пояс
Александровка, как и весь Забайкальский край, находится в часовой зоне МСК+6. Смещение применяемого времени относительно UTC составляет +9:00.

## Население
| 1989 | 2002 | 2010 | 2021 |
| ---- | ---- | ---- | ---- |
| 166  | ↘136 | ↘133 | ↘101 |

Гендерный состав
По данным Всероссийской переписи населения 2010 года в гендерной структуре населения мужчины составляли 45,1 %, женщины — соответственно 54,9 %.
Национальный состав
Согласно результатам переписи 2002 года, в национальной структуре населения русские составляли 100 %.

## Инфраструктура
В селе функционируют культурно-досуговый центр и фельдшерско-акушерский пункт.

## Улицы
Уличная сеть села состоит из трёх улиц:
- Жуковская
- Тупянская
- Центральная